# Jynx (chi chim)

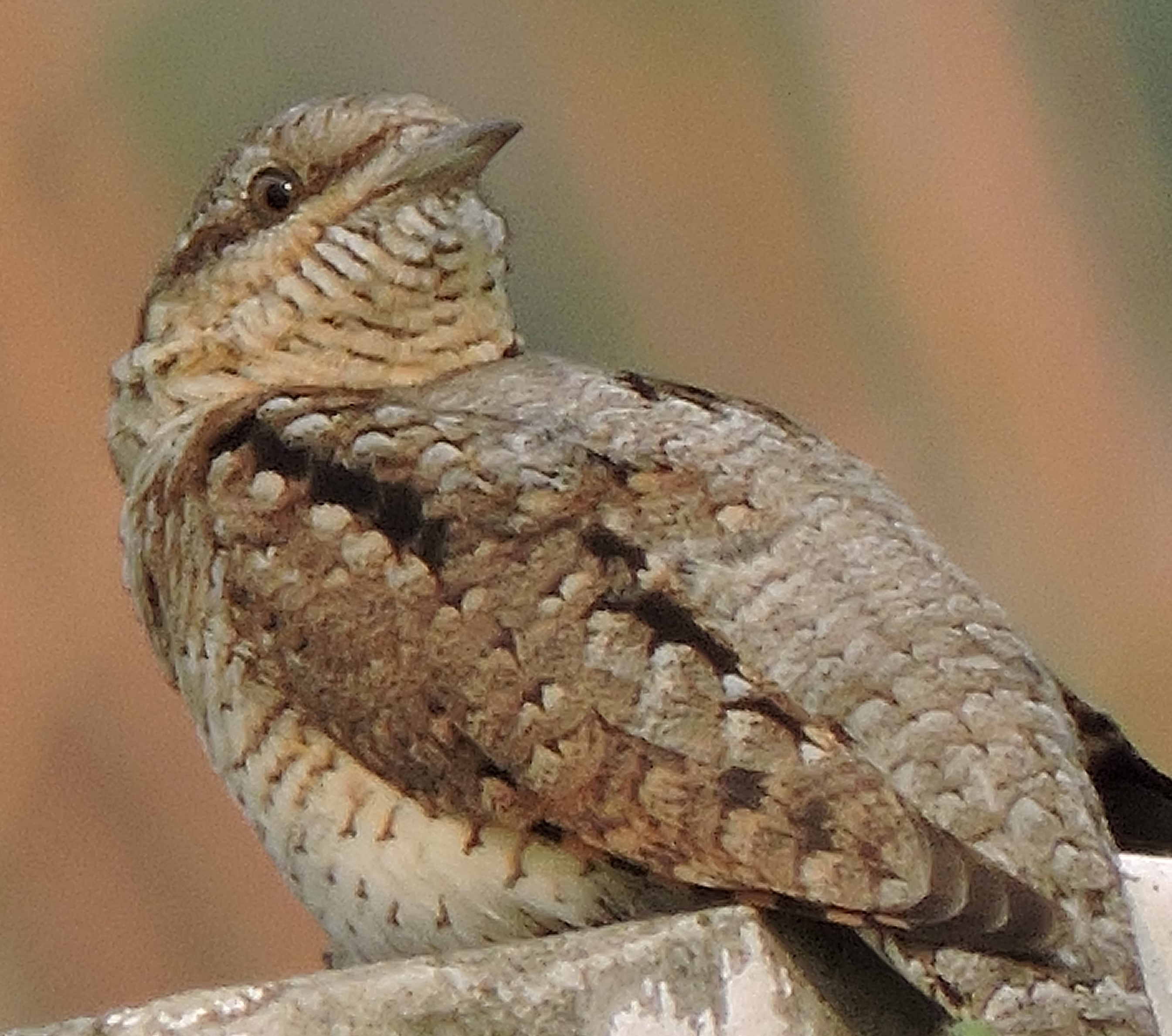
Wryneck, Village, Behlolpur, district Mohali, Punjab, India

Jynx là một chi chim trong họ Picidae.